# El sergent York
El sergent York (títol original en anglès Sergeant York) és una pel·lícula biogràfica sobre la vida del sergent Alvin York, el soldat americà més condecorat de la Primera Guerra Mundial, dirigida l'any 1941 per Howard Hawks i protagonitzada per Gary Cooper, Walter Brennan i Joan Leslie. Va ser la pel·lícula més taquillera de l'any.
La pel·lícula va obtenir 2 Oscars: Gary Cooper es va emportar l'oscar al millor actor pel seu paper de soldat de profundes conviccions religioses; i millor muntatge.
Ha estat doblada al català.

## Argument
És la història verdadera d'Alvin Cullum York, un jove camperol pacifista que és reclutat per l'exèrcit americà tot i que es declara objector de consciència i que esdevindrà un heroi de la Primera Guerra Mundial.

## Repartiment
- Gary Cooper: Alvin York
- Walter Brennan: Pastor Rosier Pile
- Joan Leslie: Gracie Williams
- George Tobias: "Pusher" Ross
- Stanley Ridges: Major Buxton
- Margaret Wycherly: Mare York
- Ward Bond: Ike Botkin
- Noah Beery Jr.: Buck Lipscomb
- June Lockhart: Rosie York
- Dickie Moore: George York
- Clem Bevans: Zeke
- Howard Da Silva: Lem
- Charles Trowbridge: Cordell Hull
- Harvey Stephens: Capità Danforth
- David Bruce: Bert Thomas
- Carl Esmond: German Major (com Charles Esmond)
- Joe Sawyer: Sergent Early
- Pat Flaherty: Sergent Harry Parsons
- Robert Porterfield: Zeb Andrews
- Erville Alderson: Nate Tomkins
- Tully Marshall: oncle Lige

## Premis i nominacions

### Premis
- 1942: Oscar al millor actor per Gary Cooper
- 1942: Oscar al millor muntatge per William Holmes

### Nominacions
- 1942: Oscar a la millor pel·lícula per Jesse L. Lasky i Hal B. Wallis
- 1942: Oscar al millor director per Howard Hawks
- 1942: Oscar al millor actor secundari per Walter Brennan
- 1942: Oscar a la millor actriu secundària per Margaret Wycherly
- 1942: Oscar al millor guió original per Harry Chandlee, Abem Finkel, John Huston i Howard Koch
- 1942: Oscar a la millor fotografia per Sol Polito
- 1942: Oscar a la millor banda sonora per Max Steiner
- 1942: Oscar a la millor direcció artística per John Hughes i Fred M. MacLean
- 1942: Oscar al millor so per Nathan Levinson